# Caravan SandWitch
Caravan SandWitch est un jeu vidéo d’aventure et d'exploration conçu et développé par le studio Plane Toast, et édité par Dear Villagers. Il est sorti le 12 septembre 2024 sur les plateformes Microsoft Windows, PlayStation 5 et Nintendo Switch.

## Trame
Sauge rentre sur Cigalo, sa planète natale, après avoir reçu un message de détresse de sa sœur Garance disparue six ans plus tôt. Elle retrouve les personnes qu'elle a connues en grandissant et se met à explorer son environnement afin de comprendre ce qu’il est arrivé à sa sœur,.

## Système de jeu
Dans une vue à la troisième personne, le joueur contrôle le personnage de Sauge, qui peut marcher, courir, sauter et grimper. Sauge peut aussi utiliser un van et différents outils qui seront acquis au cours de la progression. L'accent est mis sur l'exploration de l'environnement et la collecte d'objets utiles.

## Développement
En 2018, Plane Toast, un petit studio français indépendant, basé à Montpellier, commence le développement de Caravan SandWitch. Ses fondateurs, Adrien Lucas et Émi Lefèvre, amis depuis le lycée, occupent respectivement les postes de directeur technique et de directrice créative. C’est leur premier projet,.
Plus tard[évasif], Dear Villagers soutient financièrement le studio. Le développement durera encore plus de deux ans et demi. Au plus fort de la production, l'équipe comptera treize personnes.
La bande originale est l'œuvre de l'artiste Antynomy.
Le jeu utilise un système d'écriture inclusive (ex : joueur·euse ; non-binaire : joueur·euse·x ; neutre : joueureuse).

## Accueil

### Critiques
Selon l'agrégateur de notes Metacritic, le jeu reçoit un accueil plutôt favorable des quelques critiques de la presse spécialisée, avec un score global de 76 % pour la version Windows (sur la base de 12 critiques), et de 73 % pour la version PlayStation 5 (sur la base de 13 critiques).

### Récompenses
Caravan SandWitch remporte deux prix lors des Pégases 2025 :
- Meilleur premier jeu vidéo ;
- Meilleur jeu vidéo indépendant[11].